# François Caillé
Pour les articles homonymes, voir Caillé (homonymie).
François Caillé, né le 25 mars 1952 à Saint-Denis, est un chef d'entreprise de l'île de La Réunion, homme public ancien président du Medef Réunion.

## Famille
François Caillé appartient a une ancienne famille de La Réunion, son trisaïeul originaire de La Rochelle arrive sur l'île en 1840. Son aïeul maternel, Jules Reydellet est maire de Saint-Denis de 1968 à 1969. Il est marié depuis 2010 à Ingrid Charlier. Il a deux enfants, Magali et Christophe nés de son premier mariage.

## Formation
Il commence ses études secondaires au lycée Leconte de Lisle à Saint-Denis et fait sa terminale en 1969 puis Maths Sup au lycée Carnot de Paris.
Il s'oriente vers les études commerciales et sort de la promotion 1976 de HEC et complète sa formation en obtenant le diplôme d'études supérieures MBA de Harvard et un master universitaire (MSC) à Londres.

## Carrière
De 1978 à 1979 il est basé en Scandinavie, comme responsable des ventes automobiles pour l’Europe du Nord de Daewo-France. Puis travaille notamment en Chine dans le secteur du textile, de la maroquinerie et des chaussures de jogging. En 1983, il devient Directeur commercial des Établissements Caillé.
En 1994, il devient Président Directeur général du Groupe Caillé, entreprise qui regroupe une activité de distribution automobile et des grandes surfaces,.  La crise économique de 2008 met en difficulté le groupe en 2010. Le PDG entame une procédure de sauvegarde auprès du tribunal de commerce de Saint-Denis pour 10 ans. Les juges ayant validé son plan, où il cède une quarantaine de sociétés mais sauve 2000 emplois,.  

## Medef Réunion
En février 2005, il est élu au poste de Président du MEDEF Réunion. Il est réélu à ce même poste en 2008 pour un mandat de 3 ans.
Lors de la crise "vie chère" en outre-mer, il participe à la délégation Medef outre-mer sur Paris et "se félicite de l'esprit de dialogue qui a régné avec le collectif Cospar. Du coup, à la différence des Antilles, il n'y a pas eu de blocage de l'île".
Son groupe ayant été placé en procédure de sauvegarde, il est contraint de démissionner de son poste de Président du MEDEF Réunion en mars 2010.

## Décorations
- 2009, chevalier de la Légion d'honneur[13].